# Rock al parque
Rock al Parque est un festival de rock organisé à Bogota, en Colombie, depuis 1995. L'entrée au festival est gratuite, et le festival est organisé dans une grande partie de l'Amérique du Sud, en Ibéro-Amérique, et dans un tiers du monde,,.
D'autres « festivals al parque » se basent sur le même esprit, dont Jazz al parque (1996), Hip hop al parque (1996), Salsa al parque (1997), Colombia al parque (1998), Ópera al parque, et Filarmónica al parque.

## Histoire
Le festival fait ses débuts en 1994, dont les origines sont retracées dans le Encuentros de Música Juvenil, organisés au Planetario Distrital depuis 1992, à l'initiative du chanteur Mario Duarte, membre du groupe La Derecha. Le festival, à ses débuts, s'organise dans de divers lieux tels que La Media Torta, le Parque Simón Bolívar, et la Plaza de Toros La Santa María. 
En 2004, 400 000 personnes y ont assisté. L'édition des 3, 4, 5 et 10 novembre 2007 rend hommage aux groupes de rock colombiens.

## Éditions

### Années 1990
- 1995 : 1280 Almas, Aterciopelados, Catedral, La Derecha, Marlohabil, Morfonia.
- 1996 : Agony, Dogma, La Pestilencia, Polikarpa y sus Viciosas, Sagrada Escritura, Una tal Sofía.
- 1997 : Cancerbero, Kraken.
- 1998 : Superlitio, Tenebrarum, Ultrágeno.

### Années 2000
- 2000 : Aterciopelados, Dr. Krápula, Koyi K Utho, Los De Adentro, Pornomotora, Vulgarxito.
- 2003 : 1280 Almas, Diva Gash, La Pestilencia.
- 2005 : Adhesivo, Ataque en Contra, Bogotá Philharmonic Orchestra, Cuerpo Meridiano, Estados Alterados, I.R.A., Kraken, Nawal, Neurosis, R.A.I.Z., Sustancias Psicotrópicas, The Black Cat Bone, Tráfico, Visor.
- 2007 : Aterciopelados, Chucho Merchán, Koyi k utho, Ultrágeno, Hotel Mama.
- 2008 : 1280 Almas, Andrés Osorio's Band, Awaken, Barriosanto, Ciegosordomudos, Deeptrip, Delavil, Doctor Krápula, El Hombre Limón, El Sie7e, El Sinsentido, Enepei, Entropy, Ethereal, Fractal Flesh, F-Mac, Heartless, Kronos, Loathsome Faith, Massacre, Mmodcats, Monojet, No Importa, Odio a Botero, Popcorn, Pornomotora, Profetas, Santafuma, Señores Usuarios, Smoking Underdog, Solokarina, The Swingers, Thunderblast, Tio Cabeza, Velandia y la Tigra.

### Années 2010
- 2011 : Descartes a Kant...
- 2016 : Aborted, Adaimon, Afónica, Against The Waves, Albatroz, Anger Rise, Bambarabanda, Banda conmoción, Baroness, Bestiario, Burning Caravan, Caramelos de Cianuro, Chite, Convited, Cuentos de los Hermanos Grind, Cynthia Montaño, Danicattack, Deafheaven, Decapitated, Desolator, Easy Easy, Elsa y Elmar, Eshtadur, Forense, GBH, Ghetto Warriors, Goretrade, Gustavo Cordera y la Caravana Mágica, Hedor, Ikarus Falling, José Fernando Cortés, Las Manos de Filippi, Leiden, Lion Reggae, Lo Ke Diga el Dedo, Los Compadres Recerdos, Elefantes, Los Nastys, Los Viejos, Morbid Macabre, Mr. Bleat, Nación Criminal, Napalm Death, No Raza, Nosense Premonition, Payambó, Pedrina y Rio, Perpetual Warfare, Puerto Candelaria, Razón de Ser, Reservoir Dogs D.C., Sepultura, Sick of It All, Sinergia, Socavon, Southern Roots, Stained Glory, Suicidal Tendencies avec Dave Lombardo, Supremacy, The Black Dahlia Murder, Todos Tus Muertos.
- 2017 : Umzac, Fénix, Brand New Blood, Heaven Shall Burn, Dead Silence, Occultus, Vein, Lamb of God, Cobra, Ekhymosis, Poker, Nervosa, Darkness, Herejía, Death Angel, Head Tambo, Organismos, Alcoholic Force, Reecarnación, Roots of Rock, Antised, Como asesinar a Felipes, Estado de Coma, H2O, Blessed Extinction, Carnivore Diprosopus, Obituary, Tijax, Valetain, La Vodkanera, Los Caligaris, Rompefuego, Sig Ragga, Elkin Robinson, Macaco, Feed Back, Enepei, Los Crema Paraíso, Los Rolling Ruanas, Zhaoze, 8BM-8Bits Memory, Cirkus Funk, Titán, Sin Pudor, 2 Minutos, Los Suziox, Acid Yesit, Panteón Rococó Los Makenzy, Los Tres, Draco Rosa, Indio, Tres y Yo, Motor, Pablo Trujillo, Kanaku y El Tigre, Montaña, Los Espíritus, Mon Laferte, Lucrecia Dalt, Catfish, Salt Cathedral, Tulipa Ruiz, Ismael Ayende, La Santa Cecilia[7].

## Artistes et groupes
| Pays        | Artistes et groupes invités[réf. nécessaire] |
| ----------- | --- |
| Argentine   | A.N.I.M.A.L. , Botafogo, Carajo, Catupecu Machu, Divididos, Illya Kuryaki and the Valderramas, Auténticos Decadentes, Karamelo Santo, Todos Tus Muertos, Luis Alberto Spinetta, Miranda!, Babasónicos, Turf, Los Pericos, Azafata, Horcas, la Mosca Tse tse, Capri, Fito Páez, Andrés Calamaro                                                                           |
| Chili       | Chancho en Piedra, Dracma, Gangas, Gondwana, Guiso, Los Bunkers, Los Tetas, Lucybell, Los Mox, Niños con Bombas (Chili, Brésil, Allemagne) |
| Bolivie     | Octavia |
| Porto Rico  | Puya, Robi Draco Rosa |
| Uruguay     | Cuarteto De Nos |
| États-Unis  | Brujería, Coheed and Cambria, Earth Crisis, Fear Factory, Have Heart, Suicidal Tendencies, VHS or Beta, Black Rebel Motorcycle Club, Volumen Cero, Agent Steel, Death by Stereo, Día de los Muertos, Morbid Angel, A Place to Bury Strangers, Mutemath |
| Mexique     | Café Tacvba, Fobia, Jaguares, Maldita Vecindad, Molotov, Panda, Resorte, Telefunka, Kinky, Austin TV, Riesgo de Contagio, Los Concorde, Panteón Rococó, División Minúscula, Zoé, Plastilina Mosh, Control Machete, Julieta Venegas, Thermo, La Lupita, Guillotina, Ely Guerra, Víctimas del Doctor cerebro, Finde, Quiero Club, El Gran Silencio, Volován, Nortec, Dildo |
| Équateur    | Rocola Bacalao, Muscaria, SIQ, Cruks en Karnak |
| Finlande    | Apocalyptica |
| France      | Manu Chao, Sergent Garcia, Dub Incorporation, Ina-Ich |
| Pays-Bas    | Agresión, Laberinto |
| Panama      | Cienfue, Filtro Medusa |
| Brésil      | Eminence, Ratos de Porão, Lenine, Niños con Bombas (Chili, Brésil, Allemagne) |
| Venezuela   | Amigos Invisibles, Desorden Público, King Changó, Papashanty, Spias, Zapato 3, Chuck Norris, Candy66, Sur Carabela |
| Royaume-Uni | Paradise Lost, Carcass, Bloc Party |
| Espagne     | La Kinky Beat, Seguridad Social, Fritanga |
| Salvador    | Adhesivo |
| Jamaïque    | The Skatalites |
| Pérou       | Noize, La Sarita, Líbido, Zopilotes, Huelga de Hambre |
| Allemagne   | Niños Con Bombas (Chili, Brésil, Allemagne), Haggard |